# Ugo Coccia
Ugo Coccia (Roccantica, 11 agosto 1895 – Hyères, 23 dicembre 1932) è stato un politico, giornalista e antifascista italiano segretario del Partito Socialista Italiano dal dicembre 1926 al 15 gennaio 1928 e del Partito Socialista Italiano-Sezione dell'IOS dal 20 luglio 1930 al 1932.

## Biografia
Fin da giovane militò nella maggioranza politica massimalista del Partito Socialista Italiano (PSI), che nel XIX Congresso di Roma del 1-4 ottobre 1922 aveva espulso dal partito i riformisti di Filippo Turati e di Claudio Treves. Dopo la Secessione dell'Aventino e la presa del potere fascista in Italia, i quadri del PSI emigrarono all'estero. Ugo Coccia stabilitosi in Francia e, già vicesegretario del partito socialista dal 1925, nel dicembre del 1926 ne venne eletto segretario politico. Durante la riorganizzazione del partito e dell'Avanti! - che tornò ad apparire nell'esilio a Parigi il 10 dicembre 1926 - Coccia divenne redattore capo, ma, di fatto, direttore della testata socialista. Si dimise dalla direzione del periodico del PSI il 12 agosto 1928, cedendo il passo ad Angelica Balabanova.
Durante la sua segreteria, Ugo Coccia si impegnò a riorganizzare il partito socialista nell'emigrazione, individuando come obiettivo principale della propria azione politica la riconquista della libertà in Italia, identificando come lo strumento più adeguato per condurre la lotta al regime mussoliniano la Concentrazione antifascista.
In seguito all'entrata nella segreteria politica del PSI di Angelica Balabanova, ma in particolare dopo il convegno socialista di Marsiglia del 15 gennaio 1928, Coccia si avvicinò alle posizioni di Pietro Nenni e della sua frazione fusionista, entrando nella schiera dei massimalisti che chiedevano un'unione del PSI con i riformisti del PSULI. Prese così parte alla scissione della frazione fusionista di Nenni, avvenuta nei preliminari del convegno socialista di Grenoble, il 16 marzo del 1930. I fusionisti opereranno poi la confluenza della propria componente insieme al PSULI nel Partito Socialista Italiano - Sezione dell’Internazionale operaia socialista o PSI-IOS, del quale Ugo Coccia verrà eletto segretario politico, in un congresso passato alla storia come il XXI Congresso o il Congresso dell’Unità, svoltosi nella Casa dei Socialisti francesi dal 19 al 20 luglio 1930, a Parigi. In occasione del congresso di unificazione, fu relatore sul tema «Il Partito Socialista e la Concentrazione Antifascista».
Ugo Coccia si spense a Hyères il 23 dicembre 1932, a causa dell'aggravarsi di una cardiopatia che aveva contratto combattendo in trincea durante la prima guerra mondiale.
Nel 1946 la moglie di Coccia fu eletta sindaco di Roccantica, una delle prime dieci donne ad essere elette in Italia dopo l'introduzione del suffragio universale. Il figlio Franco Coccia, nato durante l'esilio a Parigi, è stato deputato nel PCI per quattro legislature e membro del CSM.
Il comune di Poggio Mirteto ha intitolato a Ugo Coccia il piazzale della locale stazione ferroviaria.

### Articoli
- Ferdinando Leonzio, SEGRETARI E LEADER DEL SOCIALISMO ITALIANO (PDF), in Domani Socialista; La piattaforma del Socialismo Italiano, 25 ottobre 2016.

### Pubblicazioni online
- Piero S. Graglia, Ugo Coccia e la generazione degli esuli, su sissco.it. URL consultato l'8 ottobre 2017.